# 伊那中部広域農道
伊那中部広域農道（いなちゅうぶこういきのうどう 愛称名：中央アルプス花の道）は、長野県上伊那郡宮田村と伊那市諏訪形の境から、駒ヶ根市を経て、飯島町柏木交差点までを結ぶ広域農道である。終点の柏木交差点では、県道飯島飯田線に接続する。
伊那南部広域農道（南信州フルーツライン）へは、県道飯島飯田線柏木交差点～下伊那郡松川町上片桐地区の区間を走行してから、南部広域農道へ接続となる。

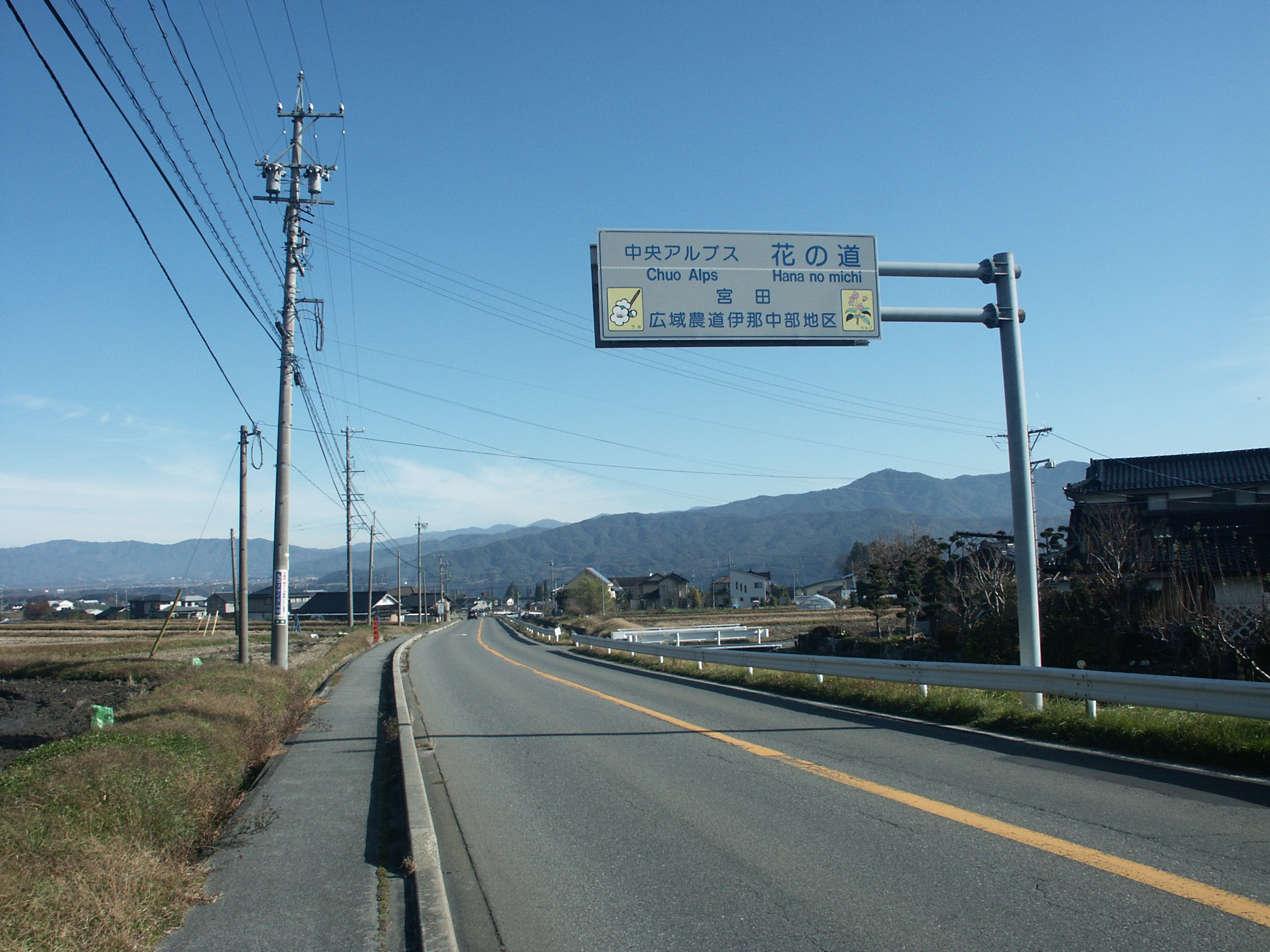
宮田村北割付近

## 交差・接続する主な道路
- 伊那西部広域農道 (直結)
- 長野県道75号駒ヶ根駒ヶ岳公園線（駒ヶ根市 北原交差点）
- 長野県道15号飯島飯田線（飯島町 柏木交差点）

## 沿線の主な施設
- 昭和伊南総合病院
- 与田切公園